# کاشیما، ساگا
کاشیما در استان ساگا در کشور ژاپن واقع شده‌است  که دارای جمعیت ۳۱٬۳۲۶ نفر و مساحت ۱۱۲٫۱۰ کیلومتر مربع با تراکم جمعیت ۲۷۹  نفر در کیلومترمربع است و در تاریخ ۱ آوریل ۱۹۵۴ به عنوان شهر شناخته شد.